# Tomasz Szajer
Tomasz Szajer (10. prosince 1860 Kraczkowa – 16. srpna 1914 Słocina) byl rakouský politik polské národnosti z Haliče, na přelomu 19. a 20. století poslanec Říšské rady.

## Biografie
Vlastnil zemědělské hospodářství v rodné vsi. Od 90. let byl veřejně a politicky činný. Působil jako obecní i okresní radní. Publikoval v listu Przyjaciel Ludu. V roce 1895 se účastnil v Rzeszowě ustavujícího sjezdu Polské lidové strany.
Působil jako poslanec Haličského zemského sněmu. Neúspěšně sem kandidoval již v doplňovacích volbách roku 1894. Zemským poslancem byl zvolen roku 1900.
Byl také poslancem Říšské rady (celostátního parlamentu Předlitavska), kam usedl ve volbách do Říšské rady roku 1897 za kurii venkovských obcí v Haliči, obvod Rzeszów, Kolbuszowa atd. Mandát obhájil ve volbách do Říšské rady roku 1901. Uspěl i ve volbách do Říšské rady roku 1907, konaných již podle všeobecného a rovného volebního práva. Byl zvolen za obvod Halič 46. Ve volebním období 1897–1901 se uvádí jako Thomas Szajer, zemědělec, bytem Słocina. Během volební kampaně v roce 1897 byl zatčen a stíhán pro politické delikty. Po zvolení poslancem ovšem získal imunitu a stíhání bylo zastaveno.
Ve volbách roku 1897 je uváděn jako kandidát tzv. Stojałowského skupiny (politická strana Stronnictwo Chrześcijańsko-Ludowe okolo Stanisława Stojałowského). Za stejnou formaci kandidoval i v roce 1901. Pak vstoupil na Říšské radě podle některých zdrojů do klubu Slovanský střed, podle jiného zdroje do klubu Polské lidové strany. Ve volbách roku 1907 byl zvolen za nový subjekt Polskie Centrum Ludowe, do kterého přešla Stojałowského skupina. Po volbách v roce 1907 zasedal v parlamentním Polském klubu.
Zemřel v srpnu 1914.